# Крыша (фильм, 2009)
«Крыша» — российский художественный фильм 2009 года. Дебютная режиссёрская работа в полнометражном кино генерального директора киножурнала «Ералаш» Бориса Грачевского. Премьера фильма состоялась 31 мая 2009 года, в широкий прокат вышел 3 сентября. Слоган фильма — «Опасный шаг на краю детства».
Основная часть съёмок провелась в Загорске Московской области.
Зрительской аудиторией фильм был воспринят в основном отрицательно: критиковалась подача сюжета, которая, по мнению большинства зрителей, была сделана в комедийном стиле, хотя сюжетная подоплёка фильма явно предполагала социальную драму.

## Сюжет
Фильм развивает несколько сюжетных линий. Центральная линия состоит из истории про трёх девочек-подростков — Даши (Соня Ардова), Светы (Мария Белова) и Лены (Анфиса Черных). Они одноклассницы и близкие подруги, у каждой из них проблемы в семье.
Лена
- Мать (Мария Шукшина) — активная карьеристка, работает директором школы, где учатся девочки. Она всеми способами рвётся заполучить место главы РайОНО и ведёт себя как настоящий тиран. На рабочем месте она безжалостна к любому и соблюдает строгую дистанцию даже между собой и дочерью. Она совершенно не замечает, что Лена уже начинает серьёзно оценивать себя как женщину.
- Отец (Валерий Гаркалин) в прошлом был известным скрипачом, слава которого теперь закатилась, и он по-тихому спивается.

Света
- Мать (Ольга Прокофьева) имеет любовника — начальника магазина, где она работает (это не кто-то, а брат её мужа) и готова бросить семью, но никак не решается.
- Отец (Анатолий Журавлёв) владеет нефтяным бизнесом, постоянно находится в разъездах и, по предположениям, тоже изменяет жене.

Даша
- Отец (Сергей Белоголовцев) ушёл из семьи, когда забеременела его любовница, и Даша не может ему этого простить.
- Мать (Анна Ардова) после развода превращается в трудоголичку, хватается за любую возможность получить дополнительные деньги и поэтому даже не ночует дома. В свободное время за её дочерью присматривает опустившаяся баба Нюра, которую интересуют только сериалы.

Все три девочки по сути предоставлены самим себе. Большую часть свободного времени они проводят на крыше одного из домов, единственное утешение находя в своей дружбе, которая начинает давать трещину, когда к ним в класс приходит новенький мальчик Максим (Илья Соколов), в которого все три девочки разом влюбляются, но, поразмыслив, решают не бегать за ним, а ждать пока он сам не обратит на кого-то из них внимание. Первой клятву нарушает Света. Из-за этого Даша и Лена начинают испытывать сильную ревность, и Даша уговаривает Свету перестать встречаться с Максимом. Света расстаётся с Максимом, и тогда тот переключает своё внимание на Лену, что Даше тоже не даёт покоя, так как она расценивает это как предательство.
Света тем временем становится тайным свидетелем того, как её мать целуется с её дядей. Её родители решают разойтись, однако, видя в каком отчаянии находится дочь, решают её не травмировать и врут, что остаются вместе. На следующий день Света прогуливает школу, боясь, что мать уйдёт из дома. Вечером, воспользовавшись тем, что Света заснула, мать уходит из дома на несколько минут, чтобы окончательно восстановить с любовником статус-кво, но Света об этом узнаёт и впадает в ещё большее отчаяние.
Между Дашей и Леной в туалете происходит драка, которую первой начала Даша. Лена в порыве наговаривает Даше много обидного, и Даша в отместку запирает учителя географии в учительской, а потом подговаривает Лену сказать всему классу, что урока географии не будет. Когда директор призывает класс к ответу, её гнев обрушивается на дочь.
Света, поняв, что родители её обманули, уходит из дома, и Даша пристраивает её к бабе Нюре. Поскольку та требует плату за питание, Даша идёт в магазин и случайно видит Максима с Леной. Снова впав в приступ ревности, она, забыв про Свету, идёт домой, там звонит Лене и узнаёт, что они с Максимом у неё дома, после чего звонит матери Лены и говорит ей, что её дочь заперлась в квартире с мальчиком и не открывает дверь. Затем Даше звонит её мама и, судя по дальнейшему развитию сюжета, хочет сказать, что этот вечер они наконец проведут вместе, но Даша уже не слушает её до конца. Затем следует небольшая сцена, где Даша, плача, кричит, что согласна целый год ходить только в одном комплекте одежды, лишь бы мама была рядом с ней. Затем камера показывает, что она произносит это, обращаясь к маминому халату.
Тем временем Света ест на кухне бабы Нюры, а та рассказывает ей свою историю: когда-то у неё были муж с дочерью, которых сбила машина. Водитель, который жил в соседнем доме, не попал под суд, потому что сумел откупиться, и тогда женщина стала жить одной только местью к нему, которая завершилась тем, что однажды она взяла нож, пришла к нему домой и, впав в беспамятство, убила. Её арестовали, но позже отпустили за примерное поведение. Родители Светы, разыскивая дочь, просят друг у друга прощения.
Разъярённая мать Лены прибегает домой с твёрдой мыслью, что у её дочери с Максимом были интимные отношения. Максим, испугавшись, убегает. Мать объявляет Лене, что они отправляются к гинекологу, но тут приходит отец и требует разъяснений: его жена, дабы вернуть мужа в оркестр, сказала его руководителю, что Лена его дочь и поэтому он обязан взять её мужа к себе, чтобы таким образом отплатить ему за то, что он вырастил Лену. Мать признаётся, что это неправда, однако тут выясняется настоящая и не очень красивая правда: мать, будучи замужем, когда-то закрутила роман с руководителем (именно поэтому он поверил, что Лена его дочь) и из-за этого отец начал пить и разрушил свою карьеру. Лена, не выдержав больше эгоизма и жестокости матери, в истерике убегает из дома.
Родители Светы решают поискать её у Даши и та приводит их к бабе Нюре. Свету они находят в плохом состоянии, потому что она пьяна. Родители затаскивают её в машину и по дороге требуют, чтобы она больше не общалась с Дашей. Света защищает Дашу и кричит, что это они во всём виноваты, что они её обманули и что теперь «уже ничего не будет, как раньше». Она на ходу выскакивает из машины и скрывается.
Даша, рассчитав, что Максим теперь уже не с Леной, назначает ему свидание, где признаётся в любви. Максим в ответ только смеётся и говорит, что он ещё слишком юн для серьёзных отношений. Даша прогоняет Максима, крича, что из-за него она поссорилась со своими подругами. Осознав последнее, она тоже бросается бежать. 
Мать Даши приходит домой и, не застав там дочери, пытается дозвониться ей по мобильному телефону, но тот отключён. Она в ужасе убегает из квартиры. Отец Лены обвиняет жену в том, что она всю семью превратила в марионеток, потом они мирятся и решают забыть всё. Её мама получает звонок и узнаёт о подписании приказа о её назначении на место главы отдела народного образования. Они с мужем радуются, но при этом совершенно не думают о дочери. Судьба родителей Светы не показана.
Первой на крышу приходит Лена, которая медленно подходит к краю и видит на стене соседнего дома большой рекламный плакат с изображением её мамы и надписью «Мой город — моя семья!». Заплакав Лена произносит монолог, в котором обвиняет мать в том, что той ради карьеры вечно всего мало, даже любви собственной дочери. Рядом с ней встаёт Даша. Она тоже плачет и просит у Лены прощения за ревность, но Лена говорит, что сама в этом виновата и предлагает прыгнуть вместе. Но тут к ним подбегает Света, которая рывком оттаскивает их от края и они втроём падают на поверхность. Света, тоже плача, обнимает их и упрекает в том, что они решили уйти из жизни не подумав о ней. «Нужно жить! Жить! И тогда никто-никто не сможет нам помешать!», — кричит Света и они втроём продолжают плакать.
Последний кадр фильма — плакат с матерью Лены, висящий на стене соседнего дома, обрывается и падает вниз.

## В ролях
- Софья Ардова — Даша Макарова
- Мария Белова — Света Ивушкина
- Анфиса Черных — Лена Рокатина
- Мария Шукшина — Татьяна Петровна Рокатина, директор школы, мать Лены
- Валерий Гаркалин — Евгений Валентинович Рокатин, скрипач, отец Лены
- Ольга Прокофьева — Юлия Ивушкина, мать Светы
- Анатолий Журавлёв — Пётр Николаевич Ивушкин, отец Светы
- Евдокия Германова — баба Нюра
- Лариса Гузеева — Нинель Стальевна, учительница математики
- Артём Артёмьев — Вадим, брат Петра
- Сергей Белоголовцев — отец Даши
- Александр Носик — Ярослав Игнатьевич, географ
- Анна Ардова — Наталья Макарова, мать Даши
- Наталья Лесниковская — учительница литературы
- Екатерина Никитина — учительница физики
- Илья Соколов — Максим
- Василий Фролов — прораб
- Георгий Мартиросян — директор оркестра
- Борис Грачевский — вице-мэр
- Александр Олешко — фотограф
- Александр Головин — старшеклассник Караваев, «влюбившийся» в Татьяну Петровну

## Восприятие
Обозреватель «Интерфакса» Светлана Гильдюк была достаточно осторожна в оценке фильма, отметив его положительные и отрицательные стороны, заметив: «Несмотря на хорошие идеи, фильм кажется недоделанным». В рецензии на фильм на сайте «Обзор кино» Вера Хрусталёва раскритиковала фильм, резюмировав: «Не смотрите ни за что, тем более — не показывайте детям».